# Temperatura neutrónica

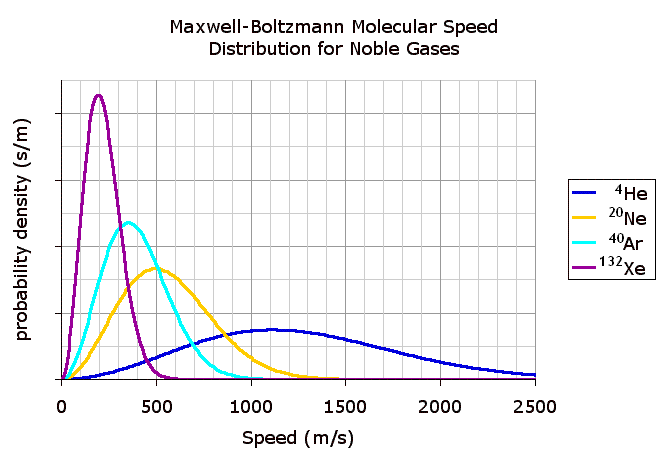
Gráfica que muestra las funciones de densidad de probabilidad de las velocidades de algunos gases nobles a una temperatura de 298,15 K (25 °C). En el eje X aparece la velocidad de los neutrones (en m/s), y en el eje Y está representado f(v)dv, por lo que la unidad es s·m^{-1}. Distribuciones de velocidad similares se obtienen para neutrones sometidos a moderación

La temperatura neutrónica, también llamada energía neutrónica, indica la energía cinética de un neutrón libre que, por lo general, se expresa en electrón-voltios. El término temperatura se utiliza, ya que los neutrones calientes, térmicos y fríos son moderados en un medio con una cierta temperatura. La distribución de energía neutrótica de los neutrones se adapta a la conocida distribución de Maxwell-Boltzmann para el movimiento térmico, pero se ajusta mejor para bajas energías que para energías elevadas.

## Energía cinética y temperatura
Cualitativamente, cuanto mayor es la temperatura, mayor es la energía cinética del neutrón libre. Cuantitativamente, la relación entre la energía cinética media de los neutrones y la temperatura neutrónica viene dada por la expresión:
{\displaystyle {\overline {E}}_{c}\ =\ {3 \over 2}kT}
donde {\displaystyle ~k~} es la constante de Boltzmann y {\displaystyle ~T~} es la temperatura en Kelvins.
La energía cinética (½mv2), la velocidad y la longitud de onda del neutrón se relacionan a través de la ecuación de De Broglie que expresa la dualidad onda-corpúsculo.
{\displaystyle \lambda ={\frac {h}{mv}}}
donde {\displaystyle ~h~} es la constante de Planck. 
Usando las correcciones de la relatividad especial, la ecuación se escribe como
{\displaystyle \lambda ={\frac {h}{\gamma mv}}={\frac {h}{mv{\sqrt {1-{\frac {v^{2}}{c^{2}}}}}}}}

## Rangos de distribución de energía neutrónica
Las distribuciones o rangos de energía para neutrones no térmicos, neutrones moderados y otros se muestran en la tabla a continuación:
- Los neutrones rápidos tienen una energía mayor que 1 eV, 0,1 MeV o 1 MeV aproximadamente, dependiendo de la definición. Si atraviesa un material, experimentará muchas colisiones con núcleos.[3]
- Los neutrones lentos tienen una energía menor o igual a 0,4 eV.
- Los neutrones epitérmicos tienen una energía 0,025 a 1 eV. Su energía cinética es ligeramente superior a la agitación térmica.[4]
- Los neutrones activos tienen una energía de alrededor de 0,2 eV.
- Los neutrones térmicos tienen una energía de 0,025 eV a 0'1 eV. Están en equilibrio térmico con el medio en que se hallan.[4]
- Los neutrones fríos tienen una energía de 5x10-5 eV a 0,025 eV.
- Los neutrones muy fríos tienen una energía de 3x10-7 eV a 5x10-5 eV.
- Los neutrones ultrafríos[5] tienen una energía menor que 3x10-7 eV.

Se pueden también establecer varias regiones, según la energía de los neutrones
- La región del continuo está formada por neutrones cuya energía va de 0,01 MeV (104 eV) a 25 MeV (2,5x107 eV).
- La región de resonancia está formada por neutrones cuya energía va de 1 eV a 0,01 MeV (104 eV).
- La región de energía baja está formada por neutrones cuya energía es menor que 1 eV.

## Neutrones rápidos
Un neutrón rápido es un neutrón libre con un nivel de energía cinética cercano a 1 MeV (100 TJ/kg), por lo tanto, con una velocidad de 14.000 km/s. Se llaman neutrones rápidos para distinguirlos de los neutrones térmicos de menor energía y de los neutrones de alta energía producidos en las cascadas de rayos cósmicos o en los aceleradores de partículas. Los neutrones rápidos se obtienen mediante procesos nucleares, tales como la fisión nuclear.
Los neutrones de las reacciones de fusión suelen tener energías considerablemente mayores de 1 MeV. El caso extremo es la fusión de deuterio-tritio que produce neutrones de 14,1 MeV (1400 TJ/kg, pasando de 52.000 km/s, el 17,3% de la velocidad de la luz) que pueden provocar fácilmente la fisión del uranio-238 y otros actínidos no-fisibles.
Los neutrones rápidos pueden convertirse en neutrones térmicos a través de un proceso denominado moderación. Esto se hace con un moderador de neutrones. En los reactores, por lo general se utilizan el agua pesada, el agua ligera o el grafito como moderadores de los neutrones. Los elementos pesados, con número atómico mayor que el del hierro (Z>26) son buenos blindajes contra los neutrones rápidos, que son frenados por dispersión inelástica.

## Neutrones térmicos
Un neutrón térmico es un neutrón libre con una energía cinética de alrededor de 0,025 eV (aproximadamente 4,0 × 10-21 J ; 2,4 MJ/kg), por lo tanto con una velocidad de 2,2 km/s), que es la energía correspondiente a la velocidad más probable para una temperatura de 290 K (17 °C o 62 °F), el máximo de la distribución de Maxwell-Boltzmann para esta temperatura.
La energía más probable es diferente de la energía correspondiente a la velocidad más probable y de la energía media. La energía más probable es la mitad de la energía correspondiente a la velocidad más probable, mientras que la energía media es un 50% mayor que la energía correspondiente a la velocidad más probable. Después de una serie de colisiones con núcleos (dispersión) en un medio (moderador de neutrones) a esta temperatura, los neutrones llegan a este nivel de energía, o sea se convierten en neutrones térmicos, siempre que no sean absorbidos por los núcleos.
Los neutrones térmicos tienen una sección eficaz para absorción de neutrones diferente y a menudo mucho mayor para un determinado nucleido que los neutrones rápidos, por lo que pueden a menudo ser absorbidos por un núcleo atómico, creando, como resultado, un isótopo más pesado -y con frecuencia inestable- del elemento químico (activación por neutrones).

## Reactores rápidos y reactores térmicos en comparación
La mayoría de los reactores de fisión son reactores térmicos que utilizan un moderador de neutrones para frenar, o termalizar los neutrones producidos por fisión nuclear (bajar su energía hasta el rango de los neutrones térmicos). La moderación incrementa sustancialmente la sección transversal de fisión de núcleos fisionables como el uranio-235 o el plutonio-239. Además, el uranio-238 también cuenta con una sección eficaz de captura para neutrones térmicos mucho menor, permitiendo que más neutrones puedan provocar la fisión de los núcleos físiles y continuar la reacción en cadena, en lugar de ser capturados por núcleos de 238U. La combinación de estos efectos permite a los reactores de agua ligera utilizar uranio poco enriquecido. Los reactores de agua pesada y los reactores moderados por grafito pueden incluso utilizar uranio natural porque estos moderadores tienen secciones eficaces de captura de neutrones mucho más bajas que los de agua ligera.
Un aumento de la temperatura del combustible también incrementa la absorción de neutrones térmicos por parte de los núcleos de U-238, por ensanchamiento Doppler, proporcionando retroalimentación negativa para ayudar a controlar el reactor. Además, cuando el moderador es también un líquido refrigerante en circulación (agua ligera o agua pesada), la ebullición del líquido de refrigeración reducirá la densidad del moderador y proporcionará retroalimentación negativa (un coeficiente negativo inválido).
Los neutrones de energía intermedia tienen peores proporciones de fisión/captura que los neutrones rápidos o los neutrones térmicos, para la mayoría de los combustibles. Una excepción es el uranio-233 del ciclo del torio que tiene una buena relación fisión/captura para todas las energías de neutrones.
Los reactores rápidos utilizan neutrones rápidos no moderados para mantener la reacción y requieren que el combustible contenga una mayor concentración de material fisil en relación con el material fértil U-238. Sin embargo, los neutrones rápidos tienen una mejor relación fisión/captura para muchos nucleidos, y cada fisión rápida libera un mayor número de neutrones, por lo que un reactor de neutrones rápidos puede potencialmente "reproducir" más combustible fisionable del que consume.
El control de un reactor rápido no puede depender del ensanchamiento Doppler o del coeficiente negativo nulo de un moderador. Sin embargo, la expansión térmica del combustible en sí mismo puede proporcionar una rápida retroalimentación negativa. 
La importancia de estos reactores será grande en el futuro, pues permitirán optimizar la utilización del combustible, con rendimientos mucho mayores que los actuales. A pesar de esta perenne espera, el desarrollo de reactores rápidos ha estado casi inactivo, con sólo un puñado de reactores construidos en las décadas posteriores al accidente de Chernobyl (también debido a los bajos precios en el mercado del uranio) - aunque ahora hay un resurgimiento, con varios países asiáticos planificando completar prototipos de grandes reactores rápidos, en los próximos años.